# 川口市立安行東小学校
川口市立安行東小学校（かわぐちしりつ あんぎょうひがししょうがっこう）は、埼玉県川口市安行出羽にある公立小学校。

## 沿革
- 1981年4月1日 - 川口市立安行小学校から分離して川口市立安行東小学校として開校[1]
- 1982年5月31日 - 本校舎が完成
- 1982年7月17日 - 校章、校旗、校歌制定
- 1990年10月2日 - 開校10周年記念式典を挙行
- 2000年10月21日 - 開校20周年記念式典を挙行
- 2010年10月23日 - 開校30周年記念式典を挙行[2]

## 教育目標
- すすんで学ぶ子
- 思いやりのある子
- たくましい子[3]

## 通学区域
- 安行原 - 一部
- 安行領家 - 一部
- 安行 - 一部
- 安行籐八 - 一部
- 安行吉蔵 - 全域
- 安行西立野 - 一部
- 安行出羽1丁目 - 全域
- 安行出羽2丁目 - 全域
- 安行出羽3丁目 - 全域
- 安行出羽4丁目 - 全域
- 安行出羽5丁目 - 全域[4]